# Велислава Дърева
Велислава Иванова Дърева е българска журналистка и публицистка.

## Биография
Родена е през 1953 г. в Пловдив. Завършва журналистика в Софийския държавен университет. Има специализации по телевизия, документално кино, изкуство и култура, международна политика.
Започва работа в пловдивския вестник „Комсомолска искра“, откъдето е уволнена заради публикация, уличаваща Николай Хайтов в плагиатство. Впоследствие публикува материали във в. „Народна култура“, в. „Стършел“, в. „АБВ“, в. „Пулс“, сп. „Отечество“, сп. „Общество и право“.
След 1989 година Дърева работи във вестник „Дума“, откъдето неколкократно е уволнявана. Има над 2000 публикации в печата – публицистични текстове, анализи, коментари, интервюта, есета. Понастоящем е политически наблюдател в електронното издание „Всеки ден“ и коментатор във в. „24 часа“.
Сценарист е на филма „Когато Дякона срещна Апостола“.

## Признание и награди
- Годишна награда на Съюза на българските журналисти,
- Награда „Черноризец Храбър“ на Съюза на издателите на всекидневници за публицистика.
- Награда на НС на БСП за политическа журналистика и публицистика „Георги Кирков-Майстора“ (2009)